# Monetazione di Capua
La monetazione di Capua riguarda le monete coniate nella antica Capua, città della Campania antica, corrispondente all'attuale Santa Maria Capua Vetere. La città si trovava sulla via Appia ed era la più importante della zona, probabilmente il più grande centro nella penisola italiana dopo Roma.
Durante la seconda guerra punica, nel 216 a.C. dopo la battaglia di Canne, la città scelse di passare dalla parte dei Cartaginesi. È in questo periodo che furono coniate le monete che recano il nome della città, KAPU, con lettere dell'alfabeto osco e con scrittura retrograda.
Dopo la partenza di Annibale, la città tornò a essere occupata dai Romani, cessando definitivamente di coniare e usando in seguito la monetazione romana, incentrata sul denario.
Capua, a differenza di altre comunità della zona, non aveva in precedenza emesso moneta, perché, dopo la sua deditio a Roma nel 343 a.C., per difendersi dai Sanniti, era divenuta a tutti gli effetti romana e quindi non usava monete proprie.
Tradizionalmente i numismatici trattano le monete di Capua nell'ambito della monetazione greca.

## Catalogazione
Per la monetazione di Capua non è stato pubblicato un testo specificamente dedicato.
Esiste uno studio di Jean-Baptiste Giard, pubblicato nel 1965 tra gli atti del Congresso internazionale di numismatica tenutosi a Roma nel 1961. Il testo è scarsamente disponibile e quindi in genere non usato nei cataloghi d'asta. Esso è citato come Giard, Monnaie, seguito dal numero.
Un testo usato è quello di Rutter e altri, Historia Numorum Italy che tratta di tutte le antiche monetazioni non romane della penisola italiana. Le monete di Capua sono numerate da 479 a 510. In questo testo i riferimenti sono a Giard, indicato come "Giard, 'Capoue' e numero".
È usato anche quello pubblicato da Arthur Sambon, uno studioso francese, dal titolo Les monnaies antiques de l'Italie, e uscito a Parigi nel 1903. Il libro tratta, nonostante il titolo, solo parte dell'Italia antica, praticamente l'Italia centrale e la Campania. Le monete pertinenti a Capua sono numerate da 1021 a 1052. Sono considerate tra le monete capuane (o campane) anche monete che secondo autori più recenti forse non sono attribuibili a questa città.
Altre fonti di catalogazione sono le Sylloge Nummorum Graecorum. Usate sono in genere le più recenti o più diffuse, come quella dell'American Numismatic Society, quella di Copenaghen e quella di Francia. Per i bronzi è anche usata la Sylloge della collezione Morcom, una collezione di bronzi dell'Occidente greco, che si trova in Gran Bretagna. Nei cataloghi si trova un'indicazione abbreviata della Sylloge, ad esempio "ANS", "Cop.", "France" o "Morcom" seguita dal numero della moneta raffigurata.

## Contesto storico

Campania antica

La città di Capua sorgeva nel sito della attuale Santa Maria Capua Vetere ed era considerata una delle più grandi città dell'Italia antica, dopo Roma. La città, fondata dagli Etruschi nel primo quarto del V secolo a.C., si trovava sulla via Appia ed era la più importante della zona.
Nel IV secolo a.C. la città divenne oggetto delle mire dei Sanniti che la posero sotto assedio. Capua inviò, quindi, un'ambasceria a Roma chiedendone la protezione, ma il Senato romano, che aveva in precedenza stipulato un trattato di non belligeranza con i Sanniti, fu costretto a respingere tale proposta. Gli ambasciatori della città campana, mossi dalla disperazione, decisero allora di consegnare l'intera città, i suoi abitanti, i campi, gli averi e ogni loro cosa, nelle mani di Roma (deditio), in modo da costringerla a impegnarsi moralmente nella sua difesa dall'aggressore sannita. In questo modo la città diventava così romana e obbligava Roma ad accettare di intervenire in sua difesa, dando inizio alla prima guerra sannita. Era il 343 a.C.
Con la seconda guerra punica, Capua, assieme a città come Atella, Calatia e altre, passò dalla parte di Annibale, nel 216 a.C., dopo la battaglia di Canne. L'esercito cartaginese si insediò nella città e la trasformò in un importante avamposto militare e politico. Mentre la classe politica dirigente e la popolazione capuana appoggiava la campagna militare di Annibale, fu coniata una serie di monete di bronzo. Nel 212 e nel 211 a.C. Capua subì due lunghi assedi da parte dei Romani, tanto che Annibale, nel tentativo di alleggerire la pressione romana, si spinse con il proprio esercito fino a sotto le mura di Roma, nella zona di porta Collina. Dopo la partenza di Annibale, nel 211 a.C., la città fu definitivamente conquistata dai Romani e molti senatori Campani, cioè di Capua, si tolsero la vita con il veleno piuttosto che cadere prigionieri nelle mani del nemico. Altri, nonostante il parere contrario del Senato romano, furono fatti uccidere da Gneo Fulvio a Cales e a Teanum Sidicinum.

## Contesto monetario
Le monete a nome di Capua (KAPU in alfabeto osco) furono coniate durante la seconda guerra punica in una della poche città dell'Italia che decisero di allearsi con Annibale. Il contesto è quello delle monetazioni puniche in Italia durante quella guerra.
Poco prima dello scoppio della seconda guerra punica, nel 218 a.C., la monetazione aurea e argentea delle colonie greche della penisola italiana era cessata e i ritrovamenti denotano una significativa penetrazione dell'argento di Roma, collegato a una crescente produzione, fino alla Campania meridionale.
Con l'arrivo di Annibale, alcune comunità, avendo rotto i rapporti con Roma, batterono moneta in tutti e tre i metalli per finanziare le loro spese. In Campania queste comunità furono, oltre Capua, le città di Atella e Calatia. Queste città coniarono monete con le indicazioni di valore, con le stesse modalità in uso a Roma e, in precedenza, negli altri centri dell'Italia centrale. Delle tre città solo Capua emise monete in metallo prezioso.
Contemporaneamente ricominciarono a coniare anche Tarentum e Metapontum, che non avevano più coniato da circa il 240 a.C. Questi centri batterono monete in argento con un piede monetario simile a quello dello shekel punico.
Nell'Italia meridionale ci furono altre emissioni: la monetazione dei Bruzi, quella dei Lucani, di Petelia e di Cosentia. Oltre a queste ci sono le emissioni puniche dell'Italia sud-occidentale, la cui collocazione è ancora oggetto di studi.
Esiste anche una serie di monete con la legenda ΚΑΜΠΑΝΟΣ, che in passato alcuni studiosi hanno collegato a Capua, ma la cui collocazione è incerta. Si tratta di due stateri con il toro androprosopo, cioè un toro con il volto umano, al rovescio e che recano al dritto, il primo, la testa di una divinità femminile e l'altro Atena. Questa monetazione è collocata nel periodo 415-405 a.C..

## Numismatica
Eckhel in Doctrina numorum veterum mostra dubbi sull'attribuzione a Capua delle monete con la legenda ΚΑΜΠΑΝΟΣ trattandole separatamente; assegna con certezza alla città le monete con legenda osca.
Julius Friedländer, nel suo testo dedicato alle monete con legende in alfabeto osco, attribuisce a Capua una moneta d'argento e molte in bronzo. Considera coniate a Capua anche le monete con legenda ROMA e ROMANO "senza dubbio". Non avanza ipotesi di datazione per i bronzi con legenda in Osco.
B.V. Head attribuisce a Capua – pur esprimendo un'incertezza – la monetazione romano-campana, quelle monete di stile greco battute a nome di Roma. Head inoltre suddivide le monete in bronzo in due periodi: un gruppo di monete lo considera precedente al 268 a.C., l'altro posteriore alla stessa data e solo la moneta d'argento viene attribuita al periodo della seconda guerra punica. La moneta anepigrafa in elettro con al dritto una testa gianiforme femminile, in precedenza attribuita a Capua, viene giustamente collocata nel periodo in cui Capua si era rivoltata contro Roma notando anche che non vi era alcun motivo per attribuirla a Capua stessa ma doveva essere inserita nella monetazione punica dell'Italia meridionale.
Arthur Sambon cita le opinioni di alcuni numismatici (Babelon, Lenormant, Millingen, Raoul Rochette e Mommsen) che attribuiscono a Capua la produzione delle monete romano-campane. Questa attribuzione fu confermata da Haeberlin nel suo Die Systematik des ältesten römischen Münzwesen del 1905. Sambon decide di occuparsi esclusivamente della monetazione con la legenda in osco. Su queste monete rileva la contiguità con le monete dei Bruzi e dell'Apulia. Sulla datazione però Sambon rimane dell'ipotesi che si tratti in gran parte di monete coniate a partire dalla prima guerra punica e solo le monete di elettro con la testa bifronte al dritto e Giove stante sulla quadriga (Sambon 1050, HN Italy 2013), siano da datare durante la seconda guerra punica e prima del 211 a.C., quando Capua fu riconquistata dai Romani.
Rutter et. al. in Historia Numorum Italy, collocano tutta la monetazione di Capua durante la seconda guerra punica, associandola a quelle delle altre comunità che parteggiarono per Annibale. Due di queste comunità, Atella e Calatia si trovavano vicino a Capua. Tra le altre ci sono Tarentum, Metapontum, i Lucani e i Bruzi. Oltre a queste comunità italiche e italiote Rutter et al. associano le monete "cartaginesi dell'Italia meridionale", un gruppo di monete di cui non è chiaro l'esatto luogo di coniazione e che vengono associate alla permanenza di Annibale in Italia.
Catalli condivide la stessa opinione e colloca la monetazione di Capua nella seconda guerra punica, contemporaneamente alle emissioni delle comunità già citate.

## Monete
Le monete sicuramente di Capua sono quelle con il nome della città  (KAPU), scritto in alfabeto osco con scrittura retrograda, cioè da destra a sinistra. La maggior parte di queste monete sono in bronzo e recano l'indicazione del valore. Ci sono anche alcune monete la cui attribuzione a Capua è meno sicura, come ad esempio la serie in oro che sembra usare il piede numismatico della dracma attica.

### Elettro
Esistono monete in elettro, una lega naturale di oro e argento con proporzioni variabili, che erano state attribuite da alcuni autori a Capua ma che ora sono considerate all'interno delle monetazioni battute dai Cartaginesi nell'Italia meridionale durante la seconda guerra punica. Si tratta essenzialmente di due tipi: uno con una testa gianiforme e l'altro con la testa di Demetra-Tanit.
Il primo tipo (HN Italy 2013) presenta al dritto, come già detto, una testa femminile gianiforme incoronata da grano e al rovescio è raffigurato Giove, con fulmine e scettro, su una quadriga guidata dalla Vittoria. Questa moneta riprende i tipi del quadrigato romano. È stato identificato come moneta punica da Gardner in base sia alla mancanza di legenda che per l'esatta corrispondenza quanto a peso e titolo con le monete cartaginesi in elettro.
L'altro tipo (HN Italy 2014) presenta al dritto la testa di Demetra-Tanit volta a sinistra. La divinità porta una corona costituita da spighe di grano; dietro la testa a volte è presente la lettera Α (alfa). Tanit era la dea più importante a Cartagine e compariva nella maggior parte delle monete puniche. Al rovescio è raffigurato un cavallo stante o al passo volto a destra. A volte in esergo è presente un simbolo (arco). I tipi e lo stile di questa moneta sono caratteristici della monetazione di Cartagine. L'associazione di questa moneta alla precedente è in Robinson NC 1964.
In entrambi i casi si tratta di pezzi da 3/8 di shekel, con un peso di circa 2,75 grammi.

### Oro
Esiste una dracma aurea (HN Italy 479, SNG ANS 145) la cui attribuzione a Capua non è però certa. Al dritto ha la testa di Cerere con una corona di grano e al rovescio la Vittoria che guida una biga veloce. Sotto la linea di esergo è presente la lettera kappa, l'elemento che giustificherebbe l'attribuzione a Capua. Tipi simili sono presenti nella monetazione di Siracusa, in particolare sotto il regno di Gerone II.

### Argento
L'unica moneta d'argento sicuramente coniata a Capua è un didramma che contiene la legenda  (KAPU retrogrado in alfabeto osco).
Questa moneta (Sambon 1021; HN Italy 480) presenta al dritto la testa laureata di Giove, volta a destra.
Al rovescio è raffigurata un'aquila ad ali aperte sopra un fulmine. Sulla destra dell'aquila c'è in verticale la legenda già vista (KAPU).
Il peso è tra i 5,5 e i 6 grammi.

### Bronzo
La monetazione in bronzo costituisce il grosso della monetazione di Capua. Quasi tutte le monete recano l'etnico , già visto. Le monete sono articolate su un asse suddivisa in 10 once. Nel tempo si sono susseguiti tre periodi; il passaggio dall'uno all'altro è dato dalla riduzione del peso dei pezzi.
La maggior parte delle monete recano l'indicazione del valore, per lo più tramite un numero di tortelli pari al numero di once. In alcuni pezzi il valore è indicato da astri invece che da tortelli.
Quattro monete (HN Italy 495, 500, 507 e 508) hanno un simbolo () variamente descritto dagli autori: triplo nodo, tripodiforme. Il significato non è chiaro.
Sambon non differenzia tra le monete catalogate come HN Italy 482 e 497, che hanno gli stessi tipi e le cataloga insieme come Sambon 1024, pur rilevando le notevoli differenze nei pesi tra i vari esemplari esaminati: un gruppo varia tra 32,55 e 33,9 grammi, mentre l'altro varia tra i 18 e i 22,5 grammi.
Per le monete senza indicazione, il valore non è certo. Sambon ipotizza il valore di una semioncia e anche Rutter et al. propendono per questa ipotesi.
| Primo periodo                                                                                                   | Primo periodo  | Primo periodo | Primo periodo | Primo periodo             | Primo periodo             |
| Immagine | Valore         | Dritto | Rovescio | Peso; diametro            | Catalogazione             |
| --- | -------------- | --- | --- | ------------------------- | ------------------------- |
| | Asse           | Teste accollate di Giunone e Giove volte verso destra; Giunone ha uno scettro sulla spalla sinistra e reca in testa un diadema; la testa di Giove è laureata. | Giove stante su una quadriga lanciata al galoppo. Nella mano sinistra tiene uno scettro e con la destra alzata lancia un fulmine. In esergo KAPU. | 41-66 g; 38 mm (42,56 g)  | HN Italy 481, Sambon 1022 |
| | Quincuncia     | Testa di Minerva volta verso destra. Indossa un elmo attico con lungo cimiero. Sull'elmo oltre al cimiero, pennette.                                          | Pegaso in volo verso destra; sotto KAPU e indicazione valore. | 26-34 g; 30 mm (26,16 g)  | HN Italy 482, Sambon 1024 |
| | Quadruncia     | Testa laureata di Giove, sotto valore. | Fulmine alato; sopra KAPU e sotto indicazione valore. | 23-27 g; 30 mm (24,48 g)  | HN Italy 483, Sambon 1025 |
| | Teruncia       | Testa di Cerere, con corona di spighe di grano. | Toro; in esergo KAPU e sopra indicazione valore. | 15-20 g; 25 mm            | HN Italy 484, Sambon 1027 |
| | Biuncia        | Testa di Fortuna, con corona turrita decorata da un fulmine; a sinistra due stelle, indicatrici del valore.                                                   | Cavaliere con lancia, su cavallo inalberato; sotto conchiglia di murex, dietro due stelle, indicatrici del valore; in esergo KAPU. | 13-17 g; 25 mm            | HN Italy 485, Sambon 1028 |
| | Biuncia        | Testa laureata di Giove, volta verso destra. Sulla sinistra, dietro la testa, due stelle, indicatrici del valore.                                             | Aquila volta a destra su fulmine, testa volta indietro e ali aperte. Sui due lati due stelle a otto raggi, indicatrici del valore e in esergo KAPU. | 11-16 g; 23 mm            | HN Italy 486, Sambon 1029 |
| | Biuncia        | Testa laureata di Giove, volta verso destra. Sulla sinistra, dietro la testa, due stelle, indicatrici del valore.                                             | Due soldati, affrontati, la mano destra di entrambi armata di gladio, che prestano giuramento sopra un giovane suino che tengono entrambi con la mano sinistra; nel campo, sulla sinistra l'indicazione del valore tramite due stelle e in esergo KAPU. | 13-16 g; 25 mm            | HN Italy 487, Sambon 1030 |
| | Biuncia        | Testa laureata di Giove, volta verso destra. Sulla sinistra, dietro la testa, due stelle, indicatrici del valore.                                             | Diana Tifatina che guida una biga veloce, che corre verso destra; in alto due stelle, indicatrici del valore, in esergo KAPU. | 10,5-17 g; 23 mm          | HN Italy 488, Sambon 1032 |
| | Biuncia        | Testa diademata giovanile di Ercole volta verso destra; sulla spalla sinistra una clava.                                                                      | Leone passante, il muso di fronte, una lancia nella bocca, tenuta ferma dalla zampa sinistra; in alto l'indicazione di valore e in esergo KAPU. | 10-15 g; 23 mm (14,0 g)   | HN Italy 489, Sambon 1031 |
| | Oncia          | Testa della Fortuna volta verso destra; cinta da una corona turrita decorata da un fulmine; sotto il collo una stella che indica il valore, dietro strigile.  | Cavaliere con corazza e clamide verso destra con lancia in resta su cavallo; sulla sinistra una stella a indicare il valore e sulla destra una conchiglia, in esergo KAPU.                                                                              | 7-10 g; 21 mm             | HN Italy 490, Sambon 1035 |
| | Oncia          | Testa di Minerva volta a destra, indossante un elmo corinzio con doppia guardanuca; dietro, come indicazione di valore, una stella.                           | Vittoria andante verso sinistra, busto nudo che tiene nel braccio destro esteso una corona e nella mano sinistra una benda; davanti, come indicazione di valore, una stella, in esergo KAPU.                                                            | 6-9 g; 20 mm              | HN Italy 491, Sambon 1033 |
| | Oncia          | Testa di Diana volta verso destra, con corona di mirto, l'arco e la faretra; dietro l'indicazione di valore: un tortello o una stella.                        | Cinghiale in corsa verso destra, sopra l'indicazione di valore: un tortello; in esergo KAPU. | 6-10 g; 20 mm (7,09 g)    | HN Italy 492, Sambon 1034 |
| | Oncia          | Testa laureata di Giove volta a destra, dietro una stella, indicazione di valore.                                                                             | Vittoria stante volta a destra che incorona un trofeo d'armi; a destra stella e in esergo KAPU. | 6-12 g; 20 mm (7,20 g)    | HN Italy 493, Sambon 1037 |
| | Oncia          | Testa laureata di Giove, volta verso destra. Sulla sinistra, dietro la testa, una stella, indicazione del valore.                                             | Diana Tifatina che guida una biga veloce, che corre verso destra; in alto una stella, indicazione del valore, in esergo KAPU. | 7,4 g; 21 mm              | HN Italy 494, Sambon —    |
| | Semioncia      | Testa di Giunone volta a destra, lo scettro sulla spalla, diademata e ornata di gioielli.                                                                     | Due xoana, riuniti su una base comune, velati; una benda è posata sulle due teste. Sulla sinistra un simbolo (triplo nodo), a destra, in verticale, KAPU.                                                                                               | 4,5-7,5 g; 18 mm (6,48 g) | HN Italy 495, Sambon 1038 |
| Secondo periodo                                                                                                 |                | | |                           |                           |
| | Asse           | Testa gianiforme giovanile, senza barba | Giove stante su una quadriga lanciata al galoppo. Nella mano sinistra tiene uno scettro e con la destra alzata lancia un fulmine. In esergo KAPU. | 35,1-46,6 g; 36 mm        | HN Italy 496, Sambon 1023 |
| | Quincuncia     | Testa di Minerva volta verso destra. Indossa un elmo attico con lungo cimiero. Sull'elmo oltre al cimiero, pennette.                                          | Pegaso in volo verso destra; sotto KAPU e indicazione valore. | 17-22 g; 30 mm            | HN Italy 497, Sambon 1024 |
| | Æ biuncia      | Testa elmata di Minerva volta a destra. | Aquila volta a sinistra su fulmine; a sinistra KAPU. | 3,7 g; 15 mm              | HN Italy 498, Sambon –    |
| | Æ semuncia (?) | Testa laureata di Apollo, volta a destra. | Lira con cintura; a sinistra KAPU. | 3-5 g; 16 mm (4,71 g)     | HN Italy 499, Sambon 1041 |
| | Æ semuncia (?) | Testa di Giunone velata e diademata volta a destra, con uno scettro sulla spalla.                                                                             | Spiga di grano con due foglie; nel campo a sinistra KAPU e a destra "triplo nodo" | 3-5,5 g; 16 mm (3,27 g)   | HN Italy 500, Sambon 1040 |
| | Æ semuncia (?) | Testa imberbe di Ercole volta a destra, una clava dietro al collo.                                                                                            | Cerva volta a destra che allatta il giovane Telefo e che gira la testa verso il bambino. Nel campo a destra "triplo nodo" e in esergo KAPU. | 4,5 g; 14 mm              | HN Italy 501, Sambon 1045 |
| | Æ semuncia (?) | Testa di imberbe e diademata di Ercole, volto a destra; una clava dietro al collo.                                                                            | Cerbero volto a destra. In esergo KAPU. | 3,5-4,5 g; 15 mm (3,10 g) | HN Italy 502, Sambon 1044 |
| Terzo periodo                                                                                                   |                | | |                           |                           |
| | Asse           | Testa laureata di Giove, volta verso destra. | Aquila volta a destra su fulmine, a ali aperte; in esergo KAPU. | 11-28 g; 34 mm            | HN Italy 503, Sambon –    |
| | Quincuncia     | Testa laureata di Giove, volta verso destra. | Aquila volta a destra su fulmine, ad ali aperte; a destra, come indicazione di valore, un crescente, cioè 1/2 (di asse); in esergo KAPU. | 12-14 g; 25 mm            | HN Italy 504, Sambon –    |
| | Oncia          | Testa laureata di Giove volta a destra, dietro una stella, indicazione di valore.                                                                             | Vittoria stante volta a destra che incorona un trofeo d'armi; a destra stella e in esergo KAPU. | 3,5 g; 20 mm              | HN Italy 505, Sambon 1037 |
| | Oncia          | Testa giovanile di Pan volta a destra, pedum sulla spalla. | Cinghiale corrente verso destra. In alto tortello, indicazione valore. Manca l'etnico. | 2 g; 15 mm                | HN Italy 506, Sambon 1043 |
| | Æ (semioncia?) | Testa di Giunone volta a destra, lo scettro sulla spalla, diademata e ornata di gioielli.                                                                     | Fulmine alato; in alto triplo nodo e in basso KAPU | 1,5-2 g; 13 mm            | HN Italy 507, Sambon 1048 |
| | Æ (semioncia?) | Testa di Telefo volto verso destra, con cappello frigio | Cerva verso destra che rivolge il capo indietro e che allatta il giovane Telefo; in esergo KAPU, a volte, nel campo, triplo nodo. | 1-2,5 g; 13 mm            | HN Italy 508, Sambon 1046 |
| | Æ (semioncia?) | Testa di Telefo volto verso destra, con cappello frigio | Trofeo; in esergo KAPU | 1-2 g; 13 mm (1,82 g)     | HN Italy 509, Sambon 1049 |
| | Æ (semioncia?) | Testa di Minerva volta verso destra, con elmo attico | Elefante volto a destra; in esergo KAPU | 1-3 g (2,24 g)            | HN Italy 510, Sambon 1047 |
| N.B.: le misure sono secondo Rutter et al., HN Italy, pp. 64-66. Tra parentesi il peso dell'esemplare mostrato. |                | | |                           |                           |

## Ritrovamenti
Thompson et al. (An Inventory of Greek Coin Hoards, IGCH) indicano tre tesori contenenti monete di Capua e tre tesori ritrovati a Capua. Solo un tesoro, IGCH 1962, è presente in entrambi i gruppi.
| IGCH | Località          | Data ritrovamento | Data seppellimento (a. C.) | Quantità monete di Capua e metallo | Altre monete                                                                                     |
| --- | ----------------- | ----------------- | -------------------------- | ---------------------------------- | ------------------------------------------------------------------------------------------------ |
| 1962 | Capua             | 1855              | 280                        | 1 Æ                                | 88 AR Italia meridionale; 2 aes grave. Secondo Thompson et al. i bronzi sono un'aggiunta spuria. |
| 2051 | Città Sant'Angelo | 1925              | 150 ca.                    | 1 Æ                                | 146 AR e 3165 Æ di cui solo 9 non romane.                                                        |
| 2187 | Sicilia           | ??                | inizio III secolo          | 3 Æ?                               | 169 AR e 32 AE, di cui non è sicura la pertinenza.                                               |
| Solo per una moneta di Capua è certa la pertinenza al tesoro, quella ritrovata a Città Sant'Angelo. Un dato così esiguo non permette di effettuare ulteriori elaborazioni. |                   |                   |                            |                                    |                                                                                                  |
| Tesori scoperti a Capua |                   |                   |                            |                                    |                                                                                                  |
| 1941 | Capua             | 1925              | IV secolo                  | –                                  | 4 AR di Neapolis e Phistelia                                                                     |
| 1962 | Capua             | 1855              | 280                        | 1 Æ                                | 88 AR Italia meridionale; 2 aes grave. Secondo Thompson et al. i bronzi sono un'aggiunta spuria. |
| 2010 | Capua             | 1857              | 225 ca.                    | –                                  | 35 AR (2 stateri di Neapolis e 33 quadrigati di Roma)                                            |

Questi ritrovamenti possono dare un'idea delle monete che circolavano a Capua prima della seconda guerra punica.

## Legende ed epigrafia
Le monete hanno la medesima legenda con l'indicazione del nome della città in alfabeto osco. La scritta è retrograda, cioè il testo corre da destra verso sinistra.
Mentre le πόλεις utilizzavano di norma il nome degli abitanti al genitivo plurale, l'uso del nome della città era più diffuso nelle emissioni delle città dell'Italia.
L'alfabeto osco o umbro sono utilizzati da diverse città, anche sotto la dominazione romana, come Iguvium, Tuder e Teanum.
L'indicazione del valore è tipica della monetazione delle popolazioni non greche dell'Italia, Romani, Italici. Etruschi. Per le monete di maggior valore erano usati i numeri cosiddetti romani, mentre per le frazioni dell'asse il valore era espresso tramite dei tortelli o punti pari al numero di once che costituivano il valore della moneta.
In questa monetazione si affiancano al posto dei tortelli anche degli astri con lo stesso significato.
La descrizione del simbolo che si trova nei bronzi di minor valore non è univoca: Sambon si limita a riportarlo graficamente, Rutter et al. lo chiamano triplo nodo. Su alcuni cataloghi d'asta è citato "oggetto a forma di tripode". Il significato non è chiaro. È in ogni caso presente solo in monete senza indicazione del valore.

## Pesi e leghe
La dracma in oro, la cui attribuzione a Capua è comunque incerta, ha un peso di 4,26 g.
Il didracma d'argento con la testa di Giove presenta un peso tra i 5,5 e i 6 grammi.
Le monete di bronzo, come già visto, sono costruite intorno a un asse dal valore pari a 10 once.
Il primo periodo presenta un asse con un peso che oscilla tra i 41 e i 65 grammi, nel secondo l'asse varia tra i 35 e i 46,5 mentre l'asse del terzo periodo oscilla tra i 22 e i 28 grammi.

### Collezioni
- (EN) Joan E. Fisher (a cura di), SNG American Numismatic Society Part 1: Etruria-Calabria, New York, American Numismatic Society, 1969.
- (EN) Willy Schwabacher - Niels Breitenstin (a cura di), SNG Copenhagen, Vol. One: Italy, Sicily, Copenhagen, Danish National Museum, 1981.
- (FR) Anna Rita Parente (a cura di), SNG France, Vol. 6, Part 1: Italie (Étrurie-Calabre), Parigi, Bibliotèque Nationale de France / Numismatica Ars Classica, 2003, ISBN 2-7177-2232-7.